# Koszykówka na Letnich Igrzyskach Olimpijskich 2008 – turniej kobiet
Turniej kobiet w koszykówce na Letnich Igrzyskach Olimpijskich 2008 odbył się w dniach 9 – 23 sierpnia 2008 w hali Wukesong Culture & Sports Center. Tytuł mistrza olimpijskiego zdobyła drużyna Stanów Zjednoczonych pokonując w finale Australię 92–65.

## Uczestnicy
| Zawody                          | Data                              | Miejsce          | Drużyna           |
| ------------------------------- | --------------------------------- | ---------------- | ----------------- |
| Gospodarz                       | –                                 | –                | Chiny             |
| Mistrzostwa Świata              | 12 - 23 września 2006             | Brazylia         | Australia         |
| Mistrzostwa Europy              | 24 września - 7 października 2007 | Włochy           | Rosja             |
| Mistrzostwa Ameryki             | 26-30 września 2007               | Chile            | Stany Zjednoczone |
| Mistrzostwa Oceanii             | 26-29 września 2007               | Nowa Zelandia    | Nowa Zelandia     |
| Mistrzostwa Azji                | 3 - 10 lipca 2007                 | Korea Południowa | Korea Południowa  |
| Mistrzostwa Afryki              | 20 - 30 września 2007             | Senegal          | Mali              |
| Światowy Turniej Kwalifikacyjny | 9-15 czerwca 2008                 | Hiszpania        | Hiszpania         |
| Światowy Turniej Kwalifikacyjny | 9-15 czerwca 2008                 | Hiszpania        | Czechy            |
| Światowy Turniej Kwalifikacyjny | 9-15 czerwca 2008                 | Hiszpania        | Łotwa             |
| Światowy Turniej Kwalifikacyjny | 9-15 czerwca 2008                 | Hiszpania        | Białoruś          |
| Światowy Turniej Kwalifikacyjny | 9-15 czerwca 2008                 | Hiszpania        | Brazylia          |

## Rozgrywki

### Faza grupowa

#### Grupa A
Tabela
| Miejsce | Drużyna          | Mecze | Punkty | Zwyc. | Por. | Kosze   |
| ------- | ---------------- | ----- | ------ | ----- | ---- | ------- |
| 1.      | Australia        | 5     | 10     | 5     | 0    | 424-319 |
| 2.      | Rosja            | 5     | 9      | 4     | 1    | 339-333 |
| 3.      | Białoruś         | 5     | 7      | 2     | 3    | 324-332 |
| 4.      | Korea Południowa | 5     | 7      | 2     | 3    | 327-360 |
| 5.      | Łotwa            | 5     | 6      | 1     | 4    | 334-387 |
| 6.      | Brazylia         | 5     | 6      | 1     | 4    | 337-354 |

| 9 sierpnia 200809:00 | Białoruś                                                | 64:83(12:19, 16:25, 22:21, 14:18) | Australia                                   | Wukesong Culture & Sports Center, Pekin Widzów: 11 083 Sędzia: - Nikolaos Zavlanos - Mohammad Alamiri - Dawna Townsend |
| 9 sierpnia 200809:00 | Pkt:Leuczanka, Troina 13 Zb:Leuczanka 10 As:Marczanka 2 | 64:83(12:19, 16:25, 22:21, 14:18) | Pkt:Jackson 18 Zb:Batkovic 12 As:Harrower 5 | Wukesong Culture & Sports Center, Pekin Widzów: 11 083 Sędzia: - Nikolaos Zavlanos - Mohammad Alamiri - Dawna Townsend |

-
| 9 sierpnia 200816:45 | Brazylia                                     | 62:68 (pd.)(14:13, 14:13, 15:15, 12:14, dogr. 7:13) | Korea Południowa                      | Wukesong Culture & Sports Center, Pekin Widzów: 11 083 Sędzia: - Fabio Facchini - Abreu Muhimua - Jasmina Tatic |
| 9 sierpnia 200816:45 | Pkt:Santos 13 Zb:Nascimento 12 As:Jacintho 3 | 62:68 (pd.)(14:13, 14:13, 15:15, 12:14, dogr. 7:13) | Pkt:Beon, Choi 19 Zb:Jung 8 As:Jung 5 | Wukesong Culture & Sports Center, Pekin Widzów: 11 083 Sędzia: - Fabio Facchini - Abreu Muhimua - Jasmina Tatic |

| 9 sierpnia 200822:15 | Rosja                                                           | 62:57(14:7, 15:24, 12:17, 21:9) | Łotwa                                                     | Wukesong Culture & Sports Center, Pekin Widzów: 11 083 Sędzia: - Pablo Estevez - Juan Arteaga - Ma Lijun |
| 9 sierpnia 200822:15 | Pkt:Szczogolewa, Korstin 12 Zb:Szczogolewa 12 As:Rachmatulina 5 | 62:57(14:7, 15:24, 12:17, 21:9) | Pkt:Jansone 24 Zb:Tamane, Kubliņa 6 As:Jēkabsone-Žogota 6 | Wukesong Culture & Sports Center, Pekin Widzów: 11 083 Sędzia: - Pablo Estevez - Juan Arteaga - Ma Lijun |

-
| 11 sierpnia 200814:30 | Korea Południowa               | 72:77(15:24, 20:13, 24:21, 13:19) | Rosja                                                      | Wukesong Culture & Sports Center, Pekin Widzów: 11 083 Sędzia: - Petr Sudek - Chantal Julien - Heros Avanessian |
| 11 sierpnia 200814:30 | Pkt:Choi 13 Zb:Sin 3 As:Jung 6 | 72:77(15:24, 20:13, 24:21, 13:19) | Pkt:Korstin, Szczogolewa 13 Zb:Osipowa 9 As:Rachmatulina 5 | Wukesong Culture & Sports Center, Pekin Widzów: 11 083 Sędzia: - Petr Sudek - Chantal Julien - Heros Avanessian |

-
| 11 sierpnia 200816:45 | Łotwa                                                  | 57:79(20:21, 15:19, 14:20, 8:19) | Białoruś                                           | Wukesong Culture & Sports Center, Pekin Widzów: 11 083 Sędzia: - Ilija Belosevic - Susan Blauch - Yuji Hirahara |
| 11 sierpnia 200816:45 | Pkt:Baško 19 Zb:Jansone, Kubliņa, Tamane 6 As:Eglīte 2 | 57:79(20:21, 15:19, 14:20, 8:19) | Pkt:Leuczanka 22 Zb:Wieramiejenka 9 As:Marczanka 2 | Wukesong Culture & Sports Center, Pekin Widzów: 11 083 Sędzia: - Ilija Belosevic - Susan Blauch - Yuji Hirahara |

-
| 11 sierpnia 200822:15 | Australia                                  | 80:65(29:14, 21:15, 11:20, 19:16) | Brazylia                               | Wukesong Culture & Sports Center, Pekin Widzów: 11 083 Sędzia: - Nikolaos Pistsilkas - Yang Mao-gong - Abdellilah Chlif |
| 11 sierpnia 200822:15 | Pkt:Summerton 18 Zb:Taylor 8 As:Harrower 5 | 80:65(29:14, 21:15, 11:20, 19:16) | Pkt:Santos 21 Zb:Santos 10 As:Santos 3 | Wukesong Culture & Sports Center, Pekin Widzów: 11 083 Sędzia: - Nikolaos Pistsilkas - Yang Mao-gong - Abdellilah Chlif |

-
| 13 sierpnia 200809:00 | Białoruś                                        | 65:71(19:20, 8:15, 13:19, 25:19) | Rosja                                           | Wukesong Culture & Sports Center, Pekin Widzów: 11 083 Sędzia: - Eddie Rush - Fabio Facchini - Jasmina Tatic |
| 13 sierpnia 200809:00 | Pkt:Marczanka 16 Zb:Leuczanka 12 As:Leuczanka 4 | 65:71(19:20, 8:15, 13:19, 25:19) | Pkt:Stiepanowa 13 Zb:Abrosimowa 10 As:Korstin 2 | Wukesong Culture & Sports Center, Pekin Widzów: 11 083 Sędzia: - Eddie Rush - Fabio Facchini - Jasmina Tatic |

-
| 13 sierpnia 200814:30 | Brazylia                                           | 78:79(23:14, 13:17, 23:26, 19:22) | Łotwa                                                      | Wukesong Culture & Sports Center, Pekin Widzów: 11 083 Sędzia: - Reynaldo Mercedes - Chantal Julien - Mohammad Al-Amir |
| 13 sierpnia 200814:30 | Pkt:Zakrzeski 16 Zb:Santos, Zakrzeski 9 As:Pinto 4 | 78:79(23:14, 13:17, 23:26, 19:22) | Pkt:Jēkabsone-Žogota 25 Zb:Kubliņa 7 As:Jēkabsone-Žogota 5 | Wukesong Culture & Sports Center, Pekin Widzów: 11 083 Sędzia: - Reynaldo Mercedes - Chantal Julien - Mohammad Al-Amir |

-
| 13 sierpnia 200820:00 | Australia                                            | 90:62(23:14, 24:19, 26:17, 17:12) | Korea Południowa                                | Wukesong Culture & Sports Center, Pekin Widzów: 11 083 Sędzia: - Romualdas Brazauskas - Stephen Seibel - Ma Lijun |
| 13 sierpnia 200820:00 | Pkt:Batkovic, Taylor 18 Zb:Batkovic 10 As:Harrower 5 | 90:62(23:14, 24:19, 26:17, 17:12) | Pkt:Beon 20 Zb:siedem zawodniczek po 2 As:Lee 5 | Wukesong Culture & Sports Center, Pekin Widzów: 11 083 Sędzia: - Romualdas Brazauskas - Stephen Seibel - Ma Lijun |

-
| 15 sierpnia 200811:15 | Łotwa                                          | 73:96(18:19, 20:22, 18:35, 17:20) | Australia                                         | Wukesong Culture & Sports Center, Pekin Widzów: 11 083 Sędzia: - Pablo Estevez - Jasmina Tatic - Abreu Muhimua |
| 15 sierpnia 200811:15 | Pkt:Tāre 14 Zb:Brumermane, Jansone 5 As:Tāre 4 | 73:96(18:19, 20:22, 18:35, 17:20) | Pkt:Jackson 30 Zb:Taylor 11 As:Harrower, Taylor 4 | Wukesong Culture & Sports Center, Pekin Widzów: 11 083 Sędzia: - Pablo Estevez - Jasmina Tatic - Abreu Muhimua |

-
| 15 sierpnia 200814:30 | Rosja                                         | 74:64(21:26, 14:15, 19:15, 20:8) | Brazylia                               | Wukesong Culture & Sports Center, Pekin Widzów: 11 083 Sędzia: - Luigi Lamonica - Susan Blauch - Ma Lijun |
| 15 sierpnia 200814:30 | Pkt:Szczogolewa 14 Zb:Korstin 10 As:Korstin 5 | 74:64(21:26, 14:15, 19:15, 20:8) | Pkt:Pinto 21 Zb:Zakrzeski 5 As:Pinto 6 | Wukesong Culture & Sports Center, Pekin Widzów: 11 083 Sędzia: - Luigi Lamonica - Susan Blauch - Ma Lijun |

-
| 15 sierpnia 200822:15 | Korea Południowa                          | 53:63(00:12, 13:21, 9:17, 16:13) | Białoruś                                       | Wukesong Culture & Sports Center, Pekin Widzów: 11 083 Sędzia: - Nikolaos Pitsilkas - Yang Maogong - Abdellilah Chlif |
| 15 sierpnia 200822:15 | Pkt:Lee, Jung 10 Zb:Lee, Beon 6 As:Beon 3 | 53:63(00:12, 13:21, 9:17, 16:13) | Pkt:Snytsina 15 Zb:Leuczanka 14 As:Marczanka 5 | Wukesong Culture & Sports Center, Pekin Widzów: 11 083 Sędzia: - Nikolaos Pitsilkas - Yang Maogong - Abdellilah Chlif |

-
| 17 sierpnia 200811:15 | Australia                                         | 75:55(15:19, 10:18, 30:10, 20:8) | Rosja                                                 | Wukesong Culture & Sports Center, Pekin Widzów: 11 083 Sędzia: - Pablo Estevez - Petr Sudek - Chantal Julien |
| 17 sierpnia 200811:15 | Pkt:Snell, Jackson 16 Zb:Jackson 14 As:Harrower 7 | 75:55(15:19, 10:18, 30:10, 20:8) | Pkt:Hammon 20 Zb:Abrosimowa, Osipowa 9 As:Karpunina 2 | Wukesong Culture & Sports Center, Pekin Widzów: 11 083 Sędzia: - Pablo Estevez - Petr Sudek - Chantal Julien |

-
| 17 sierpnia 200814:30 | Łotwa                                                      | 68:72(22:20, 13:22, 9:18, 24:12) | Korea Południowa               | Wukesong Culture & Sports Center, Pekin Widzów: 11 083 Sędzia: - Jose Carreon - Dawna Townsend - Scott Butler |
| 17 sierpnia 200814:30 | Pkt:Jēkabsone-Žogota 22 Zb:Tamane 11 As:Jēkabsone-Žogota 5 | 68:72(22:20, 13:22, 9:18, 24:12) | Pkt:Park 17 Zb:Lee 12 As:Lee 4 | Wukesong Culture & Sports Center, Pekin Widzów: 11 083 Sędzia: - Jose Carreon - Dawna Townsend - Scott Butler |

-
| 17 sierpnia 200816:45 | Brazylia                                       | 68:53(20:12, 19:14, 10:12, 19:115) | Białoruś                                                        | Wukesong Culture & Sports Center, Pekin Widzów: 11 083 Sędzia: - Juan Arteaga - Ma Lijun - Ilija Belosevic |
| 17 sierpnia 200816:45 | Pkt:Santos 11 Zb:Nascimento 10 As:Nascimento 3 | 68:53(20:12, 19:14, 10:12, 19:115) | Pkt:Anufryienka Leuczanka 10 Zb:Wieramiejenka 10 As:Marczanka 4 | Wukesong Culture & Sports Center, Pekin Widzów: 11 083 Sędzia: - Juan Arteaga - Ma Lijun - Ilija Belosevic |

#### Grupa B
Tabela
| Miejsce | Drużyna           | Mecze | Punkty | Zwyc. | Por. | Kosze   |
| ------- | ----------------- | ----- | ------ | ----- | ---- | ------- |
| 1.      | Stany Zjednoczone | 5     | 10     | 5     | 0    | 491-276 |
| 2.      | Chiny             | 5     | 9      | 4     | 1    | 358-346 |
| 3.      | Hiszpania         | 5     | 8      | 3     | 2    | 357-324 |
| 4.      | Czechy            | 5     | 7      | 2     | 3    | 346-356 |
| 5.      | Nowa Zelandia     | 5     | 6      | 1     | 4    | 320-423 |
| 6.      | Mali              | 5     | 5      | 0     | 5    | 255-402 |

| 9 sierpnia 200811:15 | Mali                                    | 72:76(18:18, 15:24, 21:18, 18:16) | Nowa Zelandia                        | Wukesong Culture & Sports Center, Pekin Widzów: 11 083 Sędzia: - Stephen Seibel - Susan Blauch - Abdellilah Chlif |
| 9 sierpnia 200811:15 | Pkt:Maiga 18 Zb:Coulibaly 12 As:Maiga 3 | 72:76(18:18, 15:24, 21:18, 18:16) | Pkt:Marino 19 Zb:Harmon 8 As:Maiga 4 | Wukesong Culture & Sports Center, Pekin Widzów: 11 083 Sędzia: - Stephen Seibel - Susan Blauch - Abdellilah Chlif |

| 9 sierpnia 200814:30 | Hiszpania                                | 64:67(15:18, 9:19, 20:15, 20:15) | Chiny                            | Wukesong Culture & Sports Center, Pekin Widzów: 11 083 Sędzia: - Jose Carrion - Chantal Julien - Heros Avanessian |
| 9 sierpnia 200814:30 | Pkt:Torrens 18 Zb:Montañana 7 As:Palau 4 | 64:67(15:18, 9:19, 20:15, 20:15) | Pkt:Bian 15 Zb:Bian 12 As:Miao 3 | Wukesong Culture & Sports Center, Pekin Widzów: 11 083 Sędzia: - Jose Carrion - Chantal Julien - Heros Avanessian |

-
| 9 sierpnia 200820:00 | Stany Zjednoczone                         | 97:57(22:17, 27:14, 26:13, 22:13) | Czechy                                | Wukesong Culture & Sports Center, Pekin Widzów: 11 083 Sędzia: - Michael Aylen - Jelena Czernowa - Fatima da Silva |
| 9 sierpnia 200820:00 | Pkt:Pondexter 12 Zb:Fowles 14 As:Lawson 3 | 97:57(22:17, 27:14, 26:13, 22:13) | Pkt:Veselá 8 Zb:Veselá 9 As:Machová 4 | Wukesong Culture & Sports Center, Pekin Widzów: 11 083 Sędzia: - Michael Aylen - Jelena Czernowa - Fatima da Silva |

-
| 11 sierpnia 200809:00 | Nowa Zelandia                             | 62:85(7:18, 20:22, 20:20, 15:25) | Hiszpania                                                    | Wukesong Culture & Sports Center, Pekin Widzów: 11 083 Sędzia: - Abreu Muhimua - Fatima da Silva - Jelena Czernowa |
| 11 sierpnia 200809:00 | Pkt:Harmon 22 Zb:Wallbutton 6 As:Harmon 3 | 62:85(7:18, 20:22, 20:20, 15:25) | Pkt:Sánchez 19 Zb:Montañana 7 As:Sánchez, Aguilar, Torrens 2 | Wukesong Culture & Sports Center, Pekin Widzów: 11 083 Sędzia: - Abreu Muhimua - Fatima da Silva - Jelena Czernowa |

-
| 11 sierpnia 200811:15 | Czechy                                                 | 81:47(23:4, 15:18, 18:11, 25:14) | Mali                                       | Wukesong Culture & Sports Center, Pekin Widzów: 11 083 Sędzia: - Michael Aylen - Mohammad Alamiri - Dawna Townsend |
| 11 sierpnia 200811:15 | Pkt:Machová 14 Zb:Kulichová, Večeřová 7 As:Bednářová 3 | 81:47(23:4, 15:18, 18:11, 25:14) | Pkt:Sissoko 24 Zb:Sissoko 13 As:Bagayoko 3 | Wukesong Culture & Sports Center, Pekin Widzów: 11 083 Sędzia: - Michael Aylen - Mohammad Alamiri - Dawna Townsend |

-
| 11 sierpnia 200820:00 | Chiny                                           | 63:108(11:33, 16:28, 19:20, 17:27) | Stany Zjednoczone                                   | Wukesong Culture & Sports Center, Pekin Widzów: 11 083 Sędzia: - Romualdas Brazauskas - Cristiano Maranho - Jasmina Juras |
| 11 sierpnia 200820:00 | Pkt:Miao 16 Zb:Bian, Liu, Sui 4 As:Miao, Shao 2 | 63:108(11:33, 16:28, 19:20, 17:27) | Pkt:Thompson 18 Zb:Leslie 10 As:Lawson, Pondexter 5 | Wukesong Culture & Sports Center, Pekin Widzów: 11 083 Sędzia: - Romualdas Brazauskas - Cristiano Maranho - Jasmina Juras |

-
| 13 sierpnia 200811:15 | Hiszpania                                    | 74:55(15:21, 13:6, 30:11, 16:17) | Czechy                                     | Wukesong Culture & Sports Center, Pekin Widzów: 11 083 Sędzia: - Carl Jungebrand - Susan Blauch - Abdellilah Chlif |
| 13 sierpnia 200811:15 | Pkt:Montañana 20 Zb:Pascua 8 As:Laia Palau 5 | 74:55(15:21, 13:6, 30:11, 16:17) | Pkt:Vítečková 12 Zb:Machová 8 As:Machová 5 | Wukesong Culture & Sports Center, Pekin Widzów: 11 083 Sędzia: - Carl Jungebrand - Susan Blauch - Abdellilah Chlif |

-
| 13 sierpnia 200816:45 | Nowa Zelandia                                | 63:80(18:26, 13:22, 17:17, 15:15) | Chiny                            | Wukesong Culture & Sports Center, Pekin Widzów: 11 083 Sędzia: - Yuji Hirahara - Fatima da Silva - Dawna Townsend |
| 13 sierpnia 200816:45 | Pkt:Harmon, Marino 14 Zb:Harmon 8 As:Bates 4 | 63:80(18:26, 13:22, 17:17, 15:15) | Pkt:Chen 26 Zb:Chen 17 As:Miao 5 | Wukesong Culture & Sports Center, Pekin Widzów: 11 083 Sędzia: - Yuji Hirahara - Fatima da Silva - Dawna Townsend |

-
| 13 sierpnia 200822:15 | Mali                                      | 41:97(12:24, 16:27, 5:25, 8:21) | Stany Zjednoczone                     | Wukesong Culture & Sports Center, Pekin Widzów: 11 083 Sędzia: - Yang Mao-gong - Jelena Czernowa - Heros Avanessian |
| 13 sierpnia 200822:15 | Pkt:Sininta 13 Zb:Sissoko 7 As:Bagayoko 3 | 41:97(12:24, 16:27, 5:25, 8:21) | Pkt:Leslie 16 Zb:Fowles 6 As:Lawson 7 | Wukesong Culture & Sports Center, Pekin Widzów: 11 083 Sędzia: - Yang Mao-gong - Jelena Czernowa - Heros Avanessian |

-
| 15 sierpnia 200809:00 | Czechy                                  | 90:59(26:12, 18:19, 21:7, 25:21) | Nowa Zelandia                             | Wukesong Culture & Sports Center, Pekin Widzów: 11 083 Sędzia: - Chantal Julien - Heros Avanessian - Jelena Czernowa |
| 15 sierpnia 200809:00 | Pkt:Machová 23 Zb:Veselá 10 As:Veselá 5 | 90:59(26:12, 18:19, 21:7, 25:21) | Pkt:Marino 22 Zb:Wallbutton 10 As:Bates 5 | Wukesong Culture & Sports Center, Pekin Widzów: 11 083 Sędzia: - Chantal Julien - Heros Avanessian - Jelena Czernowa |

-
| 15 sierpnia 200816:45 | Chiny                          | 69:48(17:7, 20:13, 15:15, 17:13) | Mali                                                        | Wukesong Culture & Sports Center, Pekin Widzów: 11 083 Sędzia: - Reynaldo Mercedes - Petr Sudek - Fatima da Silva |
| 15 sierpnia 200816:45 | Pkt:Miao 25 Zb:Chen 9 As:Sui 5 | 69:48(17:7, 20:13, 15:15, 17:13) | Pkt:Sininta, Diawara 11 Zb:Sissoko 19 As:Sininta, Diawara 1 | Wukesong Culture & Sports Center, Pekin Widzów: 11 083 Sędzia: - Reynaldo Mercedes - Petr Sudek - Fatima da Silva |

-
| 15 sierpnia 200820:00 | Stany Zjednoczone                                        | 93:55(22:17, 17:17, 23:10, 31:11) | Hiszpania                                    | Wukesong Culture & Sports Center, Pekin Widzów: 11 083 Sędzia: - Fabio Facchini - Dawna Townsend - Mohammad Al-Amir |
| 15 sierpnia 200820:00 | Pkt:Thompson 17 Zb:Leslie 11 As:Lawson, Leslie, Parker 2 | 93:55(22:17, 17:17, 23:10, 31:11) | Pkt:Valdemoro 17 Zb:Nicholls 5 As:Martínez 2 | Wukesong Culture & Sports Center, Pekin Widzów: 11 083 Sędzia: - Fabio Facchini - Dawna Townsend - Mohammad Al-Amir |

-
| 17 sierpnia 200809:00 | Hiszpania                                                               | 79:47(19:5, 17:16, 22:12, 21:14) | Mali                                               | Wukesong Culture & Sports Center, Pekin Widzów: 11 083 Sędzia: - Michaił Dawidow - Yuji HiraHara - Jelena Czernowa |
| 17 sierpnia 200809:00 | Pkt:Valdemoro 21 Zb:Montañana 9 As:Montañana, Aguilar, Lima, Martínez 4 | 79:47(19:5, 17:16, 22:12, 21:14) | Pkt:Sissoko 17 Zb:Diawara 15 As:Diawara, Kanouté 2 | Wukesong Culture & Sports Center, Pekin Widzów: 11 083 Sędzia: - Michaił Dawidow - Yuji HiraHara - Jelena Czernowa |

-
| 17 sierpnia 200820:00 | Czechy                                                      | 63:79(11:24, 14:17, 20:24, 18:14) | Chiny                          | Wukesong Culture & Sports Center, Pekin Widzów: 11 083 Sędzia: - Stephen Seibel - Susan Blauch - Jasmina Juras |
| 17 sierpnia 200820:00 | Pkt:Hartigová 15 Zb:Veselá, Večeřová 8 As:Veselá, Machová 3 | 63:79(11:24, 14:17, 20:24, 18:14) | Pkt:Miao 21 Zb:Lan 9 As:Chen 3 | Wukesong Culture & Sports Center, Pekin Widzów: 11 083 Sędzia: - Stephen Seibel - Susan Blauch - Jasmina Juras |

-
| 17 sierpnia 200822:15 | Nowa Zelandia                         | 60:96(18:23, 6:27, 18:25, 18:21) | Stany Zjednoczone                                | Wukesong Culture & Sports Center, Pekin Widzów: 11 083 Sędzia: - Luigi Lamonica - Abreu Muhimua - Cristiano Maranho |
| 17 sierpnia 200822:15 | Pkt:Marino 17 Zb:Harmon 7 As:Marino 4 | 60:96(18:23, 6:27, 18:25, 18:21) | Pkt:Thompson 15 Zb:Leslie, Fowles 6 As:Taurasi 5 | Wukesong Culture & Sports Center, Pekin Widzów: 11 083 Sędzia: - Luigi Lamonica - Abreu Muhimua - Cristiano Maranho |

## Faza pucharowa
|  |                   |                   |                   |                   |    |                   |                   |             |                   |                   |                   |       |       |
|  | Ćwierćfinały      | Ćwierćfinały      | Ćwierćfinały      |                   |    | Półfinały         | Półfinały         | Półfinały   |                   |                   | Finał             | Finał | Finał |
|  | Ćwierćfinały      | Ćwierćfinały      | Ćwierćfinały      |                   |    | Półfinały         | Półfinały         | Półfinały   |                   |                   | Finał             | Finał | Finał |
|  | 19 sierpnia       |                   |                   |                   |    |                   |                   |             |                   |                   |                   |       |       |
|  |                   |                   |                   |                   |    |                   |                   |             |                   |                   |                   |       |       |
|  | Rosja             | Rosja             | 84                |                   |    |                   |                   |             |                   |                   |                   |       |       |
|  | Rosja             | Rosja             | 84                | 21 sierpnia       |    |                   |                   |             |                   |                   |                   |       |       |
|  | Hiszpania         | Hiszpania         | 65                |                   |    |                   |                   |             |                   |                   |                   |       |       |
|  | Hiszpania         | Hiszpania         | 65                |                   |    | Rosja             | Rosja             | 52          |                   |                   |                   |       |       |
|  | 19 sierpnia       |                   |                   |                   |    | Rosja             | Rosja             | 52          |                   |                   |                   |       |       |
|  |                   |                   | Stany Zjednoczone | Stany Zjednoczone | 67 |                   |                   |             |                   |                   |                   |       |       |
|  | Stany Zjednoczone | Stany Zjednoczone | Stany Zjednoczone | Stany Zjednoczone | 67 | 104               |                   |             |                   |                   |                   |       |       |
|  | Stany Zjednoczone | Stany Zjednoczone |                   |                   |    | 104               | 23 sierpnia       |             |                   |                   |                   |       |       |
|  | Korea Południowa  | Korea Południowa  | 60                |                   |    |                   |                   |             |                   |                   |                   |       |       |
|  | Korea Południowa  | Korea Południowa  | 60                |                   |    | Stany Zjednoczone | Stany Zjednoczone | 92          |                   |                   |                   |       |       |
|  | 19 sierpnia       |                   |                   |                   |    | Stany Zjednoczone | Stany Zjednoczone | 92          |                   |                   |                   |       |       |
|  |                   |                   | Australia         | Australia         | 65 |                   |                   |             |                   |                   |                   |       |       |
|  | Chiny             | Chiny             | Australia         | Australia         | 65 | 77                |                   |             |                   |                   |                   |       |       |
|  | Chiny             | Chiny             | 21 sierpnia       |                   |    | 77                |                   |             |                   |                   |                   |       |       |
|  | Białoruś          | Białoruś          | 62                |                   |    |                   |                   |             |                   |                   |                   |       |       |
|  | Białoruś          | Białoruś          | 62                |                   |    | Chiny             | Chiny             | 56          | Mecz o 3. miejsce | Mecz o 3. miejsce | Mecz o 3. miejsce |       |       |
|  | 19 sierpnia       |                   |                   |                   |    | Chiny             | Chiny             | 56          | Mecz o 3. miejsce | Mecz o 3. miejsce | Mecz o 3. miejsce |       |       |
|  |                   |                   | Australia         | Australia         | 90 |                   |                   | 23 sierpnia | 23 sierpnia       | 23 sierpnia       |                   |       |       |
|  | Australia         | Australia         | Australia         | Australia         | 90 | 79                |                   | 23 sierpnia | 23 sierpnia       | 23 sierpnia       |                   |       |       |
|  | Australia         | Australia         |                   |                   |    |                   |                   | Rosja       | Rosja             | 94                |                   |       |       |
|  | Czechy            | Czechy            | 46                |                   |    |                   |                   |             | Rosja             | 94                |                   |       |       |
|  | Czechy            | Czechy            | 46                |                   |    |                   |                   | Chiny       | Chiny             | 81                |                   |       |       |
|  |                   |                   |                   |                   |    |                   |                   |             | Chiny             | 81                |                   |       |       |

### Ćwierćfinały
| 19 sierpnia 200814:30 | Chiny                                      | 77:62(19:13, 19:12, 18:18, 21:19) | Białoruś                                              | Wukesong Culture & Sports Center, Pekin Widzów: 11 083 Sędzia: - Fabio Facchini - Pablo Estevez - Susan Blauch |
| 19 sierpnia 200814:30 | Pkt:Miao 28 Zb:Song, chen, Sui 4 As:Miao 3 | 77:62(19:13, 19:12, 18:18, 21:19) | Pkt:Troina 15 Zb:Leuczanka 13 As:Padabed, Marczanka 5 | Wukesong Culture & Sports Center, Pekin Widzów: 11 083 Sędzia: - Fabio Facchini - Pablo Estevez - Susan Blauch |

-
| 19 sierpnia 200816:45 | Australia                                  | 79:46(23:10, 15:7, 23:10, 18:19) | Czechy                                              | Wukesong Culture & Sports Center, Pekin Widzów: 11 083 Sędzia: - Romualdas Brazauskas - Dawna Townsend - Jasmina Tatic |
| 19 sierpnia 200816:45 | Pkt:Jackson 17 Zb:Jackson 12 As:Harrower 4 | 79:46(23:10, 15:7, 23:10, 18:19) | Pkt:Večeřová, Machová 8 Zb:Kulichová 5 As:Machová 4 | Wukesong Culture & Sports Center, Pekin Widzów: 11 083 Sędzia: - Romualdas Brazauskas - Dawna Townsend - Jasmina Tatic |

-
| 19 sierpnia 200820:00 | Stany Zjednoczone                               | 104:60(25:21, 26:9, 26:9, 27:21) | Korea Południowa              | Wukesong Culture & Sports Center, Pekin Widzów: 11 083 Sędzia: - Stephen Seibel - Fatima da Silva - Mohammad Al-Amir |
| 19 sierpnia 200820:00 | Pkt:Fowles 26 Zb:Fowles 14 As:Augustus, Smith 3 | 104:60(25:21, 26:9, 26:9, 27:21) | Pkt:Kim 14 Zb:Kim 5 As:Park 7 | Wukesong Culture & Sports Center, Pekin Widzów: 11 083 Sędzia: - Stephen Seibel - Fatima da Silva - Mohammad Al-Amir |

-
| 19 sierpnia 200822:15 | Rosja                                                 | 84:65(10:21, 22:19, 24:15, 28:10) | Hiszpania                                                   | Wukesong Culture & Sports Center, Pekin Widzów: 11 083 Sędzia: - Ilija Belosevic - Reynaldo Mercedes - Scott Butler |
| 19 sierpnia 200822:15 | Pkt:Szczogolewa 19 Zb:Stiepanowa 10 As:Rachmatulina 4 | 84:65(10:21, 22:19, 24:15, 28:10) | Pkt:Valdemoro 16 Zb:Pascua 6 As:Valdemoro, Palau, Torrens 1 | Wukesong Culture & Sports Center, Pekin Widzów: 11 083 Sędzia: - Ilija Belosevic - Reynaldo Mercedes - Scott Butler |

### Półfinały
| 21 sierpnia 200820:00 | Rosja                                                    | 52:67(16:13, 15:20, 8:15, 12:19) | Stany Zjednoczone                            | Wukesong Culture & Sports Center, Pekin Widzów: 11 083 Sędzia: - Cristiano Maranho - Luigi Lamonica - Jasmina Tatic |
| 21 sierpnia 200820:00 | Pkt:Stiepanowa 14 Zb:Korstin 8 As:sześć zawodniczek po 1 | 52:67(16:13, 15:20, 8:15, 12:19) | Pkt:Taurasi 21 Zb:Fowles 10 As:Katie Smith 3 | Wukesong Culture & Sports Center, Pekin Widzów: 11 083 Sędzia: - Cristiano Maranho - Luigi Lamonica - Jasmina Tatic |

-
| 21 sierpnia 200822:15 | Chiny                               | 56:90(11:13, 7:21, 21:23, 17:33) | Australia                                        | Wukesong Culture & Sports Center, Pekin Widzów: 11 083 Sędzia: - Chantal Julien - Fabio Facchini - Juan Arteaga |
| 21 sierpnia 200822:15 | Pkt:Bian 20 Zb:Dan, Sui 7 As:Bian 2 | 56:90(11:13, 7:21, 21:23, 17:33) | Pkt:Snell 16 Zb:Batkovic 13 As:Harrower, Snell 4 | Wukesong Culture & Sports Center, Pekin Widzów: 11 083 Sędzia: - Chantal Julien - Fabio Facchini - Juan Arteaga |

### Mecz o 3. miejsce
| 23 sierpnia 200819:30 | Chiny                                | 81:94(23:24, 16:28, 18:20, 24:22) | Rosja                                        | Wukesong Culture & Sports Center, Pekin Widzów: 11 083 Sędzia: - Scott Butler - Susan Blauch - Petr Sudek |
| 23 sierpnia 200819:30 | Pkt:Chen 26 Zb:Bian, Sui 6 As:Song 7 | 81:94(23:24, 16:28, 18:20, 24:22) | Pkt:Hammon 22 Zb:Stiepanowa 9 As:Karpunina 5 | Wukesong Culture & Sports Center, Pekin Widzów: 11 083 Sędzia: - Scott Butler - Susan Blauch - Petr Sudek |

### Finał
| 23 sierpnia 200822:00 | Australia                               | 65:92(15:22, 15:25, 24:22, 11:23) | Stany Zjednoczone                       | Wukesong Culture & Sports Center, Pekin Widzów: 11 083 Sędzia: - Nikolaos Zavlanos - Chantal Julien - Yuji Hirahara |
| 23 sierpnia 200822:00 | Pkt:Jackson 20 Zb:Jackson 10 As:Grima 2 | 65:92(15:22, 15:25, 24:22, 11:23) | Pkt:Lawson 15 Zb:Leslie 7 As:Thompson 4 | Wukesong Culture & Sports Center, Pekin Widzów: 11 083 Sędzia: - Nikolaos Zavlanos - Chantal Julien - Yuji Hirahara |

### Klasyfikacja końcowa
| pozycja | Drużyna           |
| ------- | ----------------- |
| złoto   | Stany Zjednoczone |
| srebro  | Australia         |
| brąz    | Rosja             |
| 4.      | Chiny             |
| 5.      | Hiszpania         |
| 6.      | Białoruś          |
| 7.      | Czechy            |
| 8.      | Korea Południowa  |
| 9.      | Łotwa             |
| 10.     | Nowa Zelandia     |
| 11.     | Brazylia          |
| 12.     | Mali              |

### Statystyki
Indywidualne
| Poz. | Zawodnik               | M | Pkt | Średnia |
| ---- | ---------------------- | - | --- | ------- |
| 1.   | Miao Lijie             | 8 | 143 | 17,9    |
| 2.   | Lauren Jackson         | 8 | 138 | 17,3    |
| 3.   | Anete Jēkabsone-Žogota | 5 | 79  | 15,8    |
| 3.   | Angela Marino          | 5 | 79  | 15,8    |
| 5.   | Chen Nan               | 8 | 119 | 14,9    |

| Poz. | Zawodnik         | M | Z  | Średnia |
| ---- | ---------------- | - | -- | ------- |
| 1.   | Jelena Leuczanka | 6 | 60 | 10,0    |
| 2.   | Djénébou Sissoko | 5 | 50 | 10,0    |
| 3.   | Suzy Batkovic    | 8 | 71 | 8,9     |
| 4.   | Lauren Jackson   | 8 | 69 | 8,6     |
| 5.   | Sylvia Fowles    | 8 | 67 | 8,4     |

| Poz. | Zawodnik               | M | A  | Średnia |
| ---- | ---------------------- | - | -- | ------- |
| 1.   | Kristi Harrower        | 8 | 35 | 4,4     |
| 2.   | Anete Jēkabsone-Žogota | 5 | 20 | 4,0     |
| 3.   | Natalla Marczanka      | 6 | 22 | 3,7     |
| 4.   | Kara Lawson            | 8 | 24 | 3,0     |
| 5.   | Hana Horáková          | 6 | 18 | 3,0     |

| Poz. | Zawodnik        | M | P  | Średnia |
| ---- | --------------- | - | -- | ------- |
| 1.   | Lee Mi-sun      | 6 | 21 | 3,5     |
| 2.   | Amaya Valdemoro | 6 | 18 | 3,0     |
| 3.   | Song Xiaoyun    | 8 | 19 | 2,4     |
| 4.   | Anna Montañana  | 6 | 14 | 2,3     |
| 5.   | Penny Taylor    | 7 | 15 | 2,1     |

| Poz. | Zawodnik                 | M | B  | Średnia |
| ---- | ------------------------ | - | -- | ------- |
| 1.   | Anastasija Wieramiejenka | 6 | 14 | 2,3     |
| 2.   | Chen Nan                 | 8 | 11 | 1,4     |
| 2.   | Lisa Leslie              | 8 | 11 | 1,4     |
| 2.   | Irina Osipowa            | 8 | 11 | 1,4     |
| 5.   | Jana Veselá              | 6 | 8  | 1,3     |